# NGC 4722
NGC 4722 = IC 3833 ist eine linsenförmige Galaxie vom Hubble-Typ S0-a im Sternbild Rabe und etwa 53 Millionen Lichtjahre von der Milchstraße entfernt. Sie wurde zweimal entdeckt; im Jahr 1882 von Ernst Wilhelm Leberecht Tempel, der dabei „Following [GC] 3244 [NGC 4714] are two more small class III nebulae which I have sketched, but have still not been able to measure“ notierte (Entdeckung geführt als NGC 4722) und am 15. April 1895 von Guillaume Bigourdan (geführt als IC 3833).